# Kirsten Flipkens
Kirsten Flipkens (Geel, 1986. január 10. –) belga teniszezőnő, egyéniben és párosban junior Grand Slam-tornagyőztes, olimpikon.
2003-ban kezdte profi pályafutását. Legjobb világranglista-helyezése egyéniben a tizenharmadik volt, ezt 2013. augusztus 5-én érte el, párosban a 23. helyre került 2019. július 1-én. Egyéniben egy, párosban hét WTA-tornagyőzelemmel rendelkezik, emellett egyéniben 1 WTA 125K, valamint 12 egyéni és 1 páros ITF-tornán szerezte meg az első helyet.
Juniorként megnyerte a 2002-es US Open lány párosok versenyét, majd 2003-ban egyéniben két győzelmet is szerzett: a wimbledoni tornán és a US Openen végzett a lányok között az első helyen. A felnőtt mezőnyben a Grand Slam-tornákon a legjobb eredményét egyéniben a 2013-as wimbledoni tornán érte el, ahol az elődöntőbe jutott, párosban a 2019-es Roland Garroson elődöntőt, míg vegyes párosban a 2022-es US Openen döntőt játszott.
2003 óta Belgium Fed-kupa-csapatának tagja. A 2016. évi riói olimpián egyesben és párosban is szerepelt Belgium színeiben.

## Junior Grand Slam döntői

### Egyéni

#### Győzelmek (2)
| Év   | Bajnokság | Borítás | Ellenfél           | Eredmény      |
| ---- | --------- | ------- | ------------------ | ------------- |
| 2003 | Wimbledon | Fű      | Anna Csakvetadze   | 6–4, 3–6, 6–3 |
| 2003 | US Open   | Kemény  | Michaëlla Krajicek | 6–3, 7–5      |

### Páros

#### Győzelmek (1)
| Év   | Bajnokság | Borítás | Partner        | Ellenfél                       | Eredmény |
| ---- | --------- | ------- | -------------- | ------------------------------ | -------- |
| 2002 | US Open   | Kemény  | Elke Clijsters | Shadisha Robinson Tory Zawacki | 6–1, 6–3 |

## WTA-döntői

### Egyéni

#### Győzelmei (1)
| Összesítés           |                        |
| Grand Slam-torna (0) |                        |
| Tier I (0)           | Premier Mandatory* (0) |
| Tier II (0)          | Premier Five* (0)      |
| Tier III (0)         | Premier* (0)           |
| Tier IV (0)          | International* (1)     |
| Tier V (0)           | Challenger* (0)        |

* 2009-től megváltozott a tornák rendszere. Challenger tornákat 2012-től rendeznek.
 Az egymás mellett azonos színnel jelölt tornatípusok között nincs teljes mértékű megfelelés.
| No. | Dátum                | Helyszín               | Borítás     | Ellenfél a döntőben | Eredmény a döntőben | Eredmény a döntőben |
| 1.  | 2012. szeptember 16. | Bell Challenge, Québec | Szőnyeg (f) | Lucie Hradecká      | 6–1, 7–5            | (részletek)         |

#### Elveszített döntői (3)
| No. | Dátum            | Helyszín                        | Borítás | Ellenfél a döntőben | Eredmény a döntőben | Eredmény a döntőben |
| 1.  | 2013. június 22. | Topshelf Open, ’s-Hertogenbosch | Fű      | Simona Halep        | 4–6, 2–6            |                     |
| 2.  | 2016. március 6. | Monterrey Open, Monterrey       | Kemény  | Heather Watson      | 6–3, 2–6, 3–6       |                     |
| 3.  | 2018. június 17. | Ricoh Open, ’s-Hertogenbosch    | Fű      | Aleksandra Krunić   | 7–6(0), 5–7, 1–6    |                     |

### Páros

#### Győzelmei (7)
| Összesítés            |                              |
| Grand Slam-torna (0)  |                              |
| Premier Mandatory (0) | WTA 1000 (kötelező)* (0)     |
| Premier Five (0)      | WTA 1000 (nem kötelező)* (0) |
| Premier (0)           | WTA 500* (0)                 |
| International (5)     | WTA 250* (2)                 |

*2021-től megváltozott a tornák kategóriáinak elnevezése.
|    | Dátum                | Torna                           | Borítás    | Partner            | Ellenfelek a döntőben                           | Eredmény a döntőben | Eredmény a döntőben |
| 1. | 2016. szeptember 25. | KDB Korea Open, Szöul           | Kemény     | Johanna Larsson    | Omae Akiko Peangtarn Plipuech                   | 6–2, 6–3            |                     |
| 2. | 2017. június 17.     | Topshelf Open, ’s-Hertogenbosch | Fű         | Dominika Cibulková | Kiki Bertens Dmi Schuurs                        | 4–6, 6–4, [10–6]    |                     |
| 3. | 2018. április 15.    | Ladies Open Lugano, Lugano      | Salak      | Elise Mertens      | Vera Lapko Arina Szabalenka                     | 6–1, 6–3            |                     |
| 4. | 2018. október 14.    | Ladies Linz, Linz               | Kemény (f) | Johanna Larsson    | Raquel Atawo Anna-Lena Grönefeld                | 4–6, 6–4, [10–5]    |                     |
| 5. | 2019. június 23.     | Mallorca Open, Mallorca         | Fű         | Johanna Larsson    | María José Martínez Sánchez Sara Sorribes Tormo | 6–2, 6–4            |                     |
| 6. | 2022. október 16.    | Transylvania Open, Kolozsvár    | Kemény (f) | Laura Siegemund    | Kamilla Rahimova Jana Szizikova                 | 6–3, 7–5            |                     |
| 7. | 2023. január 14.     | Hobart International, Hobart    | Kemény     | Laura Siegemund    | Viktorija Golubic Udvardy Panna                 | 6–4, 7–5            |                     |

#### Elveszített döntői (8)
|    | Dátum             | Torna                                   | Borítás    | Partner               | Ellenfelek a döntőben               | Eredmény a döntőben | Eredmény a döntőben |
| 1. | 2017. május 27.   | Nürnberger Versicherungscup, Nürnberg   | Salak      | Johanna Larsson       | Nicole Melichar Anna Smith          | 6–3, 3–6, [9–11]    |                     |
| 2. | 2017. október 22. | BGL Luxembourg Open, Luxembourg         | Kemény (f) | Eugenie Bouchard      | Lesley Kerkhove Lidzija Marozava    | 7–6(4), 4–6, [6–10] |                     |
| 3. | 2018. február 25. | Hungarian Ladies Open, Budapest         | Kemény (f) | Johanna Larsson       | Stollár Fanny Georgina García Pérez | 6–4, 4–6, [3–10]    |                     |
| 4. | 2018. május 26.   | Nürnberger Versicherungscup, Nürnberg   | Salak      | Johanna Larsson       | Demi Schuurs Katarina Srebotnik     | 6–3, 3–6, [7–10]    |                     |
| 5. | 2018. június 16.  | Ricoh Open, ’s-Hertogenbosch            | Fű         | Kiki Bertens          | Elise Mertens Demi Schuurs          | 3–3, feladva        |                     |
| 6. | 2019. január 12.  | Moorilla Hobart International, Hobart   | Kemény     | Johanna Larsson       | Csan Hao-csing Latisha Chan         | 3–6, 6–3, [6–10]    |                     |
| 7. | 2019. június 29.  | Nature Valley International, Eastbourne | Fű         | Bethanie Mattek-Sands | Csan Hao-csing Latisha Chan         | 6–2, 3–6, [6–10]    |                     |
| 8. | 2019. október 20. | Kremlin Cup, Moszkva                    | Kemény (f) | Bethanie Mattek-Sands | Aojama Súko Sibahara Ena            | 2–6, 1–6            |                     |

## WTA 125K döntői

### Egyéni

#### Győzelmei (1)
| No. | Dátum              | Helyszín                                    | Borítás | Ellenfél a döntőben | Eredmény a döntőben |
| 1.  | 2019. november 17. | Oracle Challenger Series – Houston, Houston | Kemény  | Coco Vandeweghe     | 7–6(4), 6–4         |

## ITF döntői

### Egyéni: 24 (12–12)
| Díjazás        |
| -------------- |
| $100,000 torna |
| $75,000 torna  |
| $50,000 torna  |
| $25,000 torna  |
| $10,000 torna  |

| Borításonként |
| ------------- |
| Kemény (0–9)  |
| Salak (11–3)  |
| Fű (0–0)      |
| Szőnyeg (1–0) |

| Eredmény | No. | Dátum               | Torna                      | Borítás     | Ellenfél             | Eredmény            |
| -------- | --- | ------------------- | -------------------------- | ----------- | -------------------- | ------------------- |
| Győztes  | 1.  | 2002. augusztus 4.  | Pétange, Luxemburg         | Salak       | Tania Hirschauer     | 4–6 6–2 6–1         |
| Győztes  | 2.  | 2002. augusztus 18. | Koksijde, Belgium          | Salak       | Michelle Gerards     | 6–4 7–6(3)          |
| Döntős   | 1.  | 2003. november 2.   | Nottingham, Nagy-Britannia | Kemény (f)  | Sybille Bammer       | 4–6 6–3 2–6         |
| Győztes  | 3.  | 2004. április 5.    | Nápoly, Olaszország        | Salak       | Mandy Minella        | 5–7 6–3 6–1         |
| Győztes  | 4.  | 2004. július 25.    | Innsbruck, Ausztria        | Salak       | Michaela Paštiková   | 6–2 6–3             |
| Győztes  | 5.  | 2005. augusztus 14. | Hechingen, Németország     | Salak       | Magdaléna Rybáriková | 6–4 6–3             |
| Döntős   | 2.  | 2006. február 5.    | Belfort, Franciaország     | Kemény (f)  | Kristina Barrois     | 2–6 6–3 6–7(6)      |
| Győztes  | 6.  | 2006. március 5.    | Las Palmas, Spanyolország  | Salak       | Alla Kudrjavceva     | 6–1 6–4             |
| Döntős   | 3.  | 2006. július 30.    | Pétange, Luxemburg         | Salak       | Julija Bejhelzimer   | 7–5 6–7(6) 4–6      |
| Döntős   | 4.  | 2006. október 22.   | Glasgow, Nagy-Britannia    | Kemény (f)  | Angelique Kerber     | 4–6 2–6             |
| Döntős   | 5.  | 2007. november 18.  | Deauville, Franciaország   | Salak (f)   | Aravane Rezaï        | 4–6 3–6             |
| Győztes  | 7.  | 2008. március 2.    | Buchen, Németország        | Szőnyeg (f) | Sandra Záhlavová     | 6–1 3–6 6–4         |
| Döntős   | 6.  | 2008. március 18.   | Las Palmas, Spanyolország  | Kemény      | Chayenne Ewijk       | 6–4 6–7 (4) 6-7 (4) |
| Győztes  | 8.  | 2008. március 20.   | Tessenderlo, Belgium       | Salak (f)   | Caroline Maes        | 7–5 6–1             |
| Győztes  | 9.  | 2008- június 15.    | Marseille, Franciaország   | Salak       | Stéphanie Foretz     | 7–6(4) 6–2          |
| Döntős   | 7.  | 2009. március 1.    | Biberach, Németország      | Kemény (f)  | Karolina Šprem       | 1–6 2–6             |
| Győztes  | 10. | 2009. július 19.    | Zwevegem, Belgium          | Salak       | Yurika Sema          | 6–3 6–3             |
| Döntős   | 8.  | 2011. április 2.    | Monzón, Spanyolország      | Kemény      | Petra Cetkovská      | 7–5 4–6 2–6         |
| Döntős   | 9.  | 2012. február 18.   | Rabat, Marokkó             | Salak       | Jasmina Tinjic       | 6–7(4) 6–2 5–7      |
| Döntős   | 10. | 2012. február 26.   | Moszkva, Oroszország       | Kemény (f)  | Annika Beck          | 1–6 5–7             |
| Győztes  | 11. | 2012. július 8.     | Middelburg, Hollandia      | Salak       | Aravane Rezaï        | 6–0 6–1             |
| Győztes  | 12. | 2012. augusztus 5.  | Rebecq, Belgium            | Salak       | Myrtille Georges     | 6–2 6–1             |
| Döntős   | 11. | 2015. augusztus 23. | Vancouver, Kanada          | Kemény      | Konta Johanna        | 2-6 4-6             |
| Döntős   | 12. | 2019. november 3.   | Toronto, Kanada            | Kemény (f)  | Francesca Di Lorenzo | 6-7(3) 4-6          |

## Eredményei Grand Slam-tornákon

### Egyéni
| Grand Slam | Australian Open | Australian Open      | Roland Garros  | Roland Garros      | Wimbledon      | Wimbledon        | US Open        | US Open           |
| Év         | Eredmény        | Utolsó ellenfél      | Eredmény       | Utolsó ellenfél    | Eredmény       | Utolsó ellenfél  | Eredmény       | Utolsó ellenfél   |
| 2004       | –               | –                    | –              | –                  | Selejtező (Q2) | Selejtező (Q2)   | –              | –                 |
| 2005       | –               | –                    | Selejtező (Q1) | Selejtező (Q1)     | Selejtező (Q3) | Selejtező (Q3)   | Selejtező (Q1) | Selejtező (Q1)    |
| 2006       | –               | –                    | 2. kör         | Flavia Pennetta    | 1. kör         | Jamea Jackson    | 2. kör         | Jelena Janković   |
| 2007       | 1. kör          | ME Camerin           | –              | –                  | –              | –                | –              | –                 |
| 2008       | –               | –                    | Selejtező (Q2) | Selejtező (Q2)     | Selejtező (Q2) | Selejtező (Q2)   | Selejtező (Q2) | Selejtező (Q2)    |
| 2009       | 2. kör          | Jelena Janković      | 2. kör         | Dominika Cibulková | 3. kör         | Gyinara Szafina  | 3. kör         | Kim Clijsters     |
| 2010       | 1. kör          | Justine Henin        | 2. kör         | Marija Sarapova    | 2. kör         | Yanina Wickmayer | 1. kör         | Patty Schnyder    |
| 2011       | 1. kör          | A Pavljucsenkova     | 1. kör         | Lucie Šafářová     | 1. kör         | Peng Suaj        | Selejtező (Q1) | Selejtező (Q1)    |
| 2012       | Selejtező (Q3)  | Selejtező (Q3)       | –              | –                  | –              | –                | 2. kör         | V Azaranka        |
| 2013       | 4. kör          | Marija Sarapova      | 2. kör         | F Schiavone        | Elődöntő       | Marion Bartoli   | 1. kör         | Venus Williams    |
| 2014       | 2. kör          | Casey Dellacqua      | 2. kör         | Julia Glushko      | 3. kör         | Angelique Kerber | 1. kör         | Sara Errani       |
| 2015       | 1. kör          | Dominika Cibulková   | 1. kör         | J Vesznyina        | 2. kör         | V Azaranka       | 1. kör         | Varvara Lepchenko |
| 2016       | 2. kör          | Garbiñe Muguruza     | 1. kör         | Alizé Cornet       | 2. kör         | Madison Keys     | 1. kör         | Simona Halep      |
| 2017       | 1. kör          | Konta Johanna        | 2. kör         | Samantha Stosur    | 2. kör         | Angelique Kerber | 2. kör         | Jelena Vesznyina  |
| 2018       | 2. kör          | Magdaléna Rybáriková | 2. kör         | Darja Kaszatkina   | 2. kör         | Jeļena Ostapenko | 2. kör         | Aleksandra Krunić |
| 2019       | 1. kör          | A Szasznovics        | 1. kör         | Mónica Puig        | 2. kör         | Hszie Su-vej     | 2. kör         | Bianca Andreescu  |
| 2020       | 1. kör          | Karolína Muchová     | 1. kör         | Julija Putyinceva  | elmaradt       | elmaradt         | 2. kör         | Jessica Pegula    |
| 2021       | 1. kör          | Venus Williams       | –              | –                  | –              | –                | –              | –                 |
| 2022       | 1. kör          | S Sorribes Tormo     | –              | –                  | 2. kör         | Simona Halep     | –              | –                 |

### Páros
| Grand Slam | Australian Open              | Australian Open                       | Roland Garros                   | Roland Garros                      | Wimbledon                 | Wimbledon                             | US Open                      | US Open                            |
| Év         | Eredmény Partner             | Utolsó ellenfél                       | Eredmény Partner                | Utolsó ellenfél                    | Eredmény Partner          | Utolsó ellenfél                       | Eredmény Partner             | Utolsó ellenfél                    |
| 2010       | 1. kör Melanie Oudin         | B Mattek-Sands Jen Ce                 | 1. kör Tamarine Tanasugarn      | Serena Williams Venus Williams     | 1. kör Yanina Wickmayer   | Vera Dusevina J Makarova              | 1. kör Jasmin Wöhr           | Sorana Cîrstea Lucie Šafářová      |
| 2011       | 1. kör M Koritceva           | B Mattek-Sands M Shaughnessy          | –                               | –                                  | –                         | –                                     | –                            | –                                  |
| 2012       | –                            | –                                     | –                               | –                                  | –                         | –                                     | 1. kör Kim Clijsters         | Csuang Csia-zsung Csang Suaj       |
| 2013       | 1. kör M Rybáriková          | R Kops-Jones Abigail Spears           | –                               | –                                  | 2. kör M Rybáriková       | Jelena Janković M Lučić-Baroni        | 2. kör Petra Cetkovská       | Ashleigh Barty Casey Dellacqua     |
| 2014       | 1. kör Kiki Bertens          | Lucie Hradecká Michaëlla Krajicek     | 2. kör Dominika Cibulková       | Madison Keys Alison Riske          | 1. kör Dominika Cibulková | J Bejhelzimer K Jans-Ignacik          | 1. kör Alizé Cornet          | Garbiñe Muguruza C Suárez Navarro  |
| 2015       | 2. kör Dominika Cibulková    | J Makarova J Vesznyina                | –                               | –                                  | –                         | –                                     | 2. kör Laura Robson          | Caroline Garcia Katarina Srebotnik |
| 2016       | 3. kör Dominika Cibulková    | Anastasia Rodionova Arina Rodionova   | 2. kör Dominika Cibulková       | Babos Tímea J Svedova              | 1. kör Andrea Petković    | Konta Johanna Maria Sanchez           | 1. kör Belinda Bencic        | M Lučić-Baroni Maria Sanchez       |
| 2017       | 2. kör Sara Errani           | B Mattek-Sands Lucie Šafářová         | Negyeddöntő Francesca Schiavone | B Mattek-Sands Lucie Šafářová      | 3. kör Szánija Mirza      | Csan Jung-zsan Martina Hingis         | 1. kör Aleksandra Krunić     | Hszie Su-vej Monica Niculescu      |
| 2018       | 1. kör F Schiavone           | Gabriela Dabrowski Hszü Ji-fan        | 2. kör Sara Errani              | Serena Williams Venus Williams     | 3. kör Monica Niculescu   | Babos Tímea Kristina Mladenovic       | 1. kör A Van Uytvanck        | Babos Tímea Kristina Mladenovic    |
| 2019       | 3. kör Johanna Larsson       | Babos Tímea Kristina Mladenovic       | Elődöntő Johanna Larsson        | Tuan Jing-jing Cseng Szaj-szaj     | 2. kör Johanna Larsson    | Nagyija Kicsenok Abigail Spears       | 1. kör Johanna Larsson       | Viktória Kužmová A Szasznovics     |
| 2020       | 2. kör Taylor Townsend       | Barbora Krejčíková Kateřina Siniaková | 2. kör A Pavljucsenkova         | Marta Kosztyuk A Szasznovics       | elmaradt                  | elmaradt                              | 1. kör Alison Van Uytvanck   | Nicole Melichar Hszü Ji-fan        |
| 2021       | 2. kör Andreja Klepač        | Aliona Bolsova Jasmine Paolini        | –                               | –                                  | –                         | –                                     | –                            | –                                  |
| 2022       | Negyeddöntő S Sorribes Tormo | V Kugyermetova Elise Mertens          | 2. kör Leylah Fernandez         | V Kugyermetova Elise Mertens       | 3. kör S Sorribes Tormo   | Barbora Krejčíková Kateřina Siniaková | Negyeddöntő S Sorribes Tormo | Nicole Melichar Ellen Perez        |
| 2023       | 1. kör Laura Siegemund       | A Potapova Jana Szizikova             | 2. kör Shelby Rogers            | Marta Kosztyuk Elena-Gabriela Ruse | 3. kör Babos Tímea        | Caroline Garcia Luisa Stefani         |                              |                                    |

## Év végi világranglista-helyezései
| Év     | 2001  | 2002 | 2003 | 2004 | 2005 | 2006 | 2007 | 2008 | 2009 | 2010 | 2011 | 2012 | 2013 | 2014 | 2015 | 2016 | 2017 | 2018 | 2019 | 2020 | 2021 | 2022 |
| Egyéni | 1126. | 560. | 363. | 169. | 201. | 105. | 363. | 104. | 81.  | 77.  | 194. | 54.  | 20.  | 46.  | 93.  | 63.  | 76.  | 48.  | 95.  | 85.  | 305. | 241. |
| Páros  | –     | 780. | 310. | –    | 958. | 391. | –    | 706. | 333. | 303. | 340. | –    | 136. | 254. | 168. | 87.  | 44.  | 34.  | 23.  | 30.  | 181. | 30.  |